# Supercoppa Primavera 2020
La Supercoppa Primavera 2020 è stata la diciassettesima edizione della competizione, che si è  disputata il 21 gennaio 2021 al Gewiss Stadium di Bergamo. A sfidarsi sono state l'Atalanta e la Fiorentina, vincitrici rispettivamente del Campionato e della Coppa Italia nella stagione 2019-20.
L'Atalanta ha conquistato il trofeo per la seconda volta consecutiva, dopo il successo dell'edizione precedente, battendo la Fiorentina per 3 a 1.

## Tabellino
| Arbitro: | Zufferli (Udine) |

|                                         |           |                 |
| Cortinovis 19’ Kobacki 67’ Vorlicky 74’ | Marcatori | 36’ Agostinelli |

| Atalanta | Fiorentina |